# German Klaiber
German Klaiber (* 21. Juni 1967 in Rottweil) ist ein deutscher Jazzmusiker (E-Bass, Kontrabass).

## Leben und Wirken
Klaiber wuchs in einem künstlerischen Elternhaus auf (der Vater war Musiklehrer, die Mutter Bildhauerin) erhielt von 1973 bis 1980 klassischen Geigenunterricht. Dann interessierte er sich für die Gitarre und spielte ab 1982 E-Bass, bevor er 1985 den Kontrabass entdeckte. Er studierte ab 1986 an der Swiss Jazz School in Bern bei Peter Frey und von 1987 bis 1993 an der Musikhochschule Stuttgart bei Thomas Heidepriem und Thomas Stabenow. Von 1997 bis 2002 war er Schüler von John Clayton. 
Als freischaffender Musiker arbeitete Klaiber mit Herb Ellis, Franco Ambrosetti, Peter Herbolzheimer, Jiggs Whigham, Ack van Rooyen, Ernie Watts, Jeff Clayton, John Ruocco, Gianni Basso, Bobby Shew, Ron Williams, Wolfgang Lackerschmid und Wolfgang Haffner. Er gehörte zum Lilly Thornton Quartet, zur Zipflo Reinhardt Band, zu Volles Quartett, Sorry It´s Jazz, zum Andrea Mayer Quartett, zum Manfred Junker Quartett und zum Duo Junker-Klaiber, mit dem er die Alben Meeting Mr. Rodgers und Eternally. Music by Charlie Chaplin vorlegte. Weiterhin war er Mitglied der Combo von Norbert Gottschalk (Stars, Songs in the Key of Life). Zudem ist er auf Alben mit dem Stuttgarter Gitarren Trio (A Tribute to Barney Kessel), Udo Fink, Johannes Mössinger und Patrick Tompert zu hören. 
Seit 2004 war Klaiber weiterhin als Dozent an der Jazz- & Rockschule Freiburg aktiv, seit 2007 zudem Dozent an der Musikhochschule Trossingen. Ab 2011 war er als Professor für Ensemble an der Hochschule für Kunst, Design und Populäre Musik Freiburg tätig.